# Вівера
Вівера (Viverra), або мускусний кіт — рід ссавців родини Віверових (Viverridae) підряду Котовиді (Feloidea). Тварини поширені в різноманітних місцях проживання в південно-східній Азії. Їх характеризують чорні лапи й чорний спинний гребінь, плямисті боки, смугасті хвіст та шия. Це наземні, солітарні, нічні, територіальні, переважно м'ясоїдні тварини.

## Опис
Вівери досягають довжини тіла 59–95 см, довжина хвоста від 30 до 48 сантиметрів і вага від 5 до 11 кг.
Ці плямисті тварини з загостреними головами і відносно довгими ногами. Їх шерсть довга, а подовжене волосся у верхній частині спини утворює спинний гребінь. Спинний гребінь і ноги чорні. Горло, як і хвіст, з чорно-білими смугами. Кігті короткі, гострі й висувні. Підошви ніг покриті волоссям.

## Поширення
Усі види, що утворюють рід мешкають в південно-східній Азії. Вони живуть у різноманітних місцях проживання, таких як ліси, чагарники й луки; також часто зустрічаються в довколишніх містах і селах.

## Стиль життя
Вівери живуть в основному на землі й рідко лазять по деревах. Вони ведуть виключно нічний спосіб життя і ховаються протягом дня в густій рослинності або будівлях інших тварин. Вони живуть самотньо поза сезоном розмноження і є територіальними тваринами, які позначають свою територію їдкими секреціями. Ця секреція відіграє певну роль в парфумерній промисловості. У меню цих мисливців входять дрібні ссавці, птахи, змії, жаби, комахи, риби і краби. Іноді вони також споживають плоди і коріння.
Раз чи двічі на рік самиця народжує потомство, як правило, два або три дитинчати. Очікувана тривалість життя оцінюється в 5–15 років, у неволі тварини можуть жити більше 20 років. За винятком Viverra civettina вівери не розглядаються як такі, що перебувають під загрозою зникнення.

## Систематика
Типовий вид — Viverra zibetha.
Відомо 4 сучасні види вівери:

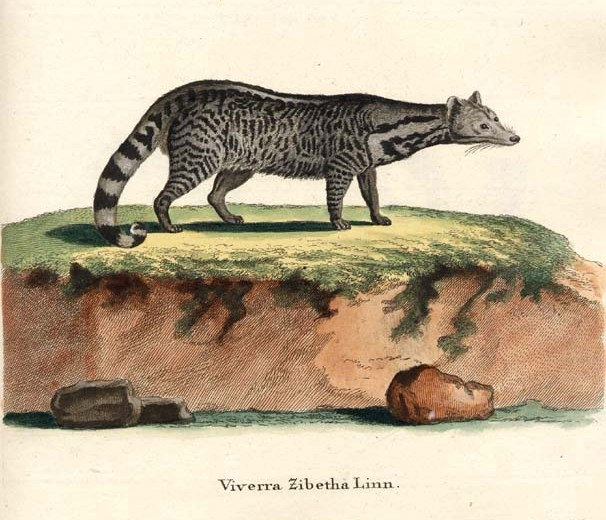
Вівера індійська (Viverra zibetha) — типовий вид роду

- Viverra civettina — вівера малабарська
- Viverra megaspila — вівера плямиста
- Viverra tangalunga — вівера малайська
- Viverra zibetha — вівера індійська